# Cabinet Altmeier III
Le cabinet Altmeier III était le gouvernement en fonction dans le Land de Rhénanie-Palatinat (Allemagne) du 1er juin 1955 au 19 mai 1959. Dirigé par Peter Altmeier, il était constitué de l'Union chrétienne-démocrate d'Allemagne (CDU) et du Parti libéral-démocrate (FDP).

## Composition
| Poste                                                      | Ministre        | Ministre                           | Parti |
| ---------------------------------------------------------- | --------------- | ---------------------------------- | ----- |
| Ministre-Président                                         |                 | Peter Altmeier                     | CDU   |
| Ministre de l'Intérieur et des Affaires sociales           |                 | Alois Zimmer jusqu'au 15/10/1957   | CDU   |
| Ministre de l'Intérieur et des Affaires sociales           | Otto van Volxem |                                    | CDU   |
| Ministre de la Justice                                     |                 | Bruno Becher                       | FDP   |
| Ministre de l'Économie et des Transports                   |                 | Peter Altmeier                     | CDU   |
| Ministre de l'Enseignement et de la Culture                |                 | Albert Finck jusqu'au 11/09/1956   | CDU   |
| Ministre de l'Enseignement et de la Culture                | Eduard Orth     |                                    | CDU   |
| Ministre des Finances et de la Reconstruction              |                 | Wilhelm Nowack jusqu'au 11/11/1958 | FDP   |
| Ministre des Finances et de la Reconstruction              |                 | Hans Georg Dahlgrün                | Sans  |
| Ministre de l'Agriculture, de la Viticulture et des Forêts |                 | Oskar Stübinger                    | CDU   |